# Нокбокс

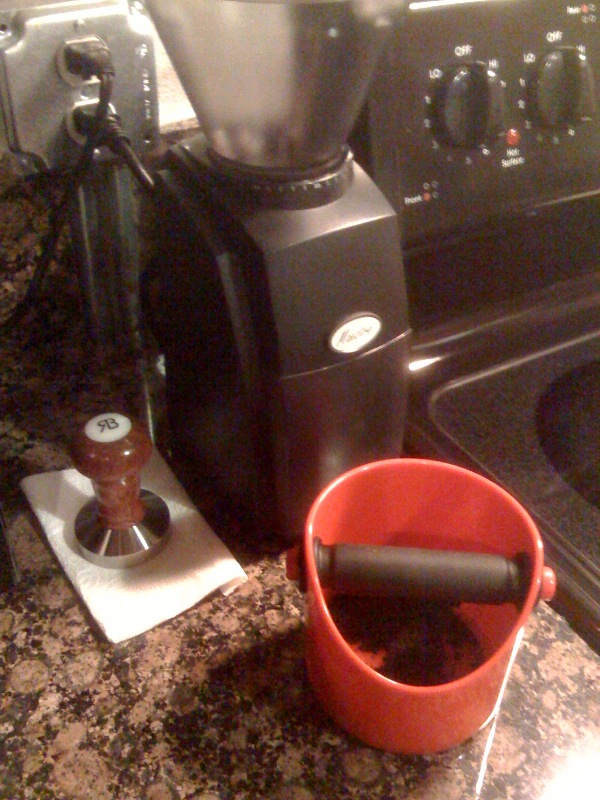
Кавомолка, темпер і кнокбокс

Нокбо́кс (англ. knockbox від англ. knock — «стукати» і англ. box — «коробка», також відомий як «bash bin») — спеціальна ємність, призначена для збору і зберігання використаної змолотої кави в процесі приготування еспрессо.
Нокбокси виготовляються з пластику чи нержавіючої сталі і мають спеціальну міцну перекладину (англ. bash bar), об яку вибивається холдер із використаною кавою.